# Jacques Fournier (syndicaliste)
Pour les articles homonymes, voir Jacques Fournier et Fournier.
Jacques Fournier né le 3 septembre 1921 à Paris et mort le 23 octobre 2003 est un syndicaliste français. 

## Biographie
Né le 3 septembre 1921 à Paris, Jacques Fournier arrête ses études après le primaire et devient, en 1937, monteur électricien. En 1942, réfractaire au service du travail obligatoire (STO), il quitte son emploi et après avoir été quelques mois moniteur dans un centre d'apprentissage, il reprend ses études au sein du conservatoire national des arts et métiers en 1943. Il en sort en 1947 diplômé en électricité industrielle.
Il entame alors une carrière d'enseignant, à Paris, qu'il poursuit jusqu'à sa retraite en 1981. En 1948, il épouse Marie-Louise (dite "Malou") Le Baron, institutrice, militante du Syndicat national des instituteurs (SNI).
C'est en 1945 qu'il s'engage syndicalement, adhérant au syndicat Confédération générale du travail (CGT) de l'enseignement technique-formation professionnelle. Au moment de la scission de 1947, il fait partie de ceux qui refusent à la fois le maintien dans la CGT — majoritaire au sein de son syndicat — et la création d'un syndicat Force ouvrière (FO). Il participe ainsi, fin 1948, à la création, essentiellement à partir d'un noyau de militants lillois, du Syndicat national de l'enseignement technique action autonome (SNETAA) de la Fédération de l'Éducation nationale (FEN).
Secrétaire académique de Paris, académie qui compte alors seize départements et trésorier national du syndicat de 1950 à 1958, il devient secrétaire général après le départ de Pierre Mauroy, en 1958. Il entre au bureau fédéral national de la FEN l'année suivante, au titre du courant "autonome" qui devient dans les années 1970 Unité indépendance et démocratie (UID).
Il conserve ces fonctions pendant 23 ans, jusqu'à sa retraite en 1981. Dans les années 1990, alors que la direction du SNETAA s'éloigne de la majorité fédérale de la FEN, il soutient contre son successeur Michel Charpentier les fédéraux du SNETAA qui sont écartés de la direction. Comme eux, en 1992 (et comme son prédécesseur Pierre Mauroy), il fait le choix de poursuivre son combat syndical au sein du syndicat des enseignants (SE-UNSA) et participe notamment à sa commission nationale des retraites.
Proche du socialisme, il n'adhére que brièvement au Parti socialiste, de 1978 à 1981, qu'il quitte pour exprimer son désaccord avec l'entrée de ministres communistes au gouvernement.
Il meurt le 23 octobre 2003.